# Ливада (Бургасская область)
Ливада (болг. Ливада) — село в Бургасской области Болгарии. Входит в состав общины Камено. Находится примерно в 15 км к юго-западу от центра города Камено и примерно в 21 км к западу от центра города Бургас. По данным переписи населения 2011 года, в селе  проживал 281 человек.

## Население
| Год     | 1934 | 1946 | 1956 | 1965 | 1975 | 1985 | 1992 | 2001 | 2011 |
| ------- | ---- | ---- | ---- | ---- | ---- | ---- | ---- | ---- | ---- |
| Жителей | 1347 | 1390 | 1168 | 821  | 522  | 331  | 320  | 344  | 281  |

| Национальность | Человек | Процент |
| -------------- | ------- | ------- |
| болгары        | 256     | 97,71%  |
| турки          | 5       | 1,91%   |
| Всего ответов  | 262     |         |

|  |